# Campbell Hill (Illinois)
Campbell Hill es una villa ubicada en el condado de Jackson en el estado estadounidense de Illinois. En el Censo de 2010 tenía una población de 336 habitantes y una densidad poblacional de 324,33 personas por km².

## Geografía
Campbell Hill se encuentra ubicada en las coordenadas 37°55′47″N 89°33′1″O / 37.92972, -89.55028. Según la Oficina del Censo de los Estados Unidos, Campbell Hill tiene una superficie total de 1.04 km², de la cual 1.04 km² corresponden a tierra firme y (0%) 0 km² es agua.

## Demografía
Según el censo de 2010, había 336 personas residiendo en Campbell Hill. La densidad de población era de 324,33 hab./km². De los 336 habitantes, Campbell Hill estaba compuesto por el 98.51% blancos, el 0% eran afroamericanos, el 0.3% eran amerindios, el 0.3% eran asiáticos, el 0% eran isleños del Pacífico, el 0% eran de otras razas y el 0.89% pertenecían a dos o más razas. Del total de la población el 0.3% eran hispanos o latinos de cualquier raza.